# سجن كيلمنهام
سجن كيلمينهام Kilmainham Gaol هو سجن سابق في كيلمينهام إحدى ضواحي مدينة دوبلن عاصمة أيرلندا.. سجن فيه العديد من الثوريين ومنهم قادة ثورة الفصح Easter Rising في عام 1916، الذين سجنوا وأعدموا فيه بأوامر من الحكومة البريطانية. 
تحول الآن إلى متحف يديره مكتب الأشغال العامة، وهو تابع للحكومة الأيرلندية.